# Kanae Ikehata
Kanae Ikehata (jap. 池端花奈恵 Ikehata Kanae; ur. 10 grudnia 1982 w mieście Iida) − japońska florecistka, brązowa medalistka mistrzostw świata.
Podczas mistrzostw świata w Petersburgu w 2007 roku Japonki w składzie: Kanae Ikehata, Maki Kawanishi, Yōko Makishita i Chieko Sugawara zdobyły drużynowo brązowy medal. W tej samej konkurencji była też między innymi ósma na mistrzostwach świata w Nowym Jorku w 2004 roku.
Wystartowała na igrzyskach olimpijskich w Londynie w 2012 roku, gdzie była siódma drużynowo, a indywidualnie odpadła w ćwierćfinale. Były to jej jedyne starty olimpijskie.
Zdobyła także srebrny medal w zawodach drużynowych na igrzyskach azjatyckich w Kantonie w 2010 roku.